# Péter Marót
Péter Marót, född 27 maj 1945 i Miskolc, Ungern, död 7 juni 2020, var en ungersk fäktare.
Han tog OS-brons i herrarnas lagtävling i sabel i samband med de olympiska fäktningstävlingarna 1972 i München.